# Jakub Sztorch
Jakub Sztorch es un deportista polaco que compite en vela en la clase 49er. Ganó una medalla de oro en el Campeonato Europeo de 49er de 2021.

## Palmarés internacional
| \| Campeonato Europeo \| Campeonato Europeo \| Campeonato Europeo \| Campeonato Europeo \| \| Año \| Lugar \| Medalla \| Clase \| \| ------------------ \| ------------------ \| ------------------ \| ------------------ \| \| 2021 \| Salónica (Grecia) \| Medalla de oro \| 49er \| |                   |                |       |
| Campeonato Europeo |                   |                |       |
| Año | Lugar             | Medalla        | Clase |
| 2021 | Salónica (Grecia) | Medalla de oro | 49er  |